# Campeonato Europeo de Gimnasia Artística de 2017
El VII Campeonato Europeo de Gimnasia Artística Individual se celebró en Cluj-Napoca (Rumania) entre el 19 y el 23 de abril de 2017 bajo la organización de la Unión Europea de Gimnasia (UEG) y la Federación Rumana de Gimnasia.
Las competiciones se realizaron en el Pabellón Polivalente de la ciudad rumana.

## Calendario
| Abril de 2017     | Mié 19 | Jue 20 | Vie 21 | Sáb 22 | Dom 23 |
| ----------------- | ------ | ------ | ------ | ------ | ------ |
| Clasificación     | ●      |        |        |        |        |
| Concurso completo |        |        | ●      |        |        |
| Suelo             |        |        |        | ●      |        |
| Caballo con arcos |        |        |        | ●      |        |
| Anillas           |        |        |        | ●      |        |
| Salto             |        |        |        |        | ●      |
| Paralelas         |        |        |        |        | ●      |
| Barra fija        |        |        |        |        | ●      |

| Abril de 2017       | Mié 19 | Jue 20 | Vie 21 | Sáb 22 | Dom 23 |
| ------------------- | ------ | ------ | ------ | ------ | ------ |
| Clasificación       |        | ●      |        |        |        |
| Concurso completo   |        |        | ●      |        |        |
| Salto               |        |        |        | ●      |        |
| Asimétricas         |        |        |        | ●      |        |
| Barra de equilibrio |        |        |        |        | ●      |
| Suelo               |        |        |        |        | ●      |

## Resultados

### Masculino
| Evento                         | Oro                                     | Plata                                 | Bronce                             |
| ------------------------------ | --------------------------------------- | ------------------------------------- | ---------------------------------- |
| Concurso completo ind. (21.04) | Oleh Verniayev · Ucrania · 85,866 pts.  | Artur Dalaloyan · Rusia · 85,498 pts. | James Hall Reino Unido 84,664 pts. |
| Suelo (22.04)                  | Marian Drăgulescu · Rumania · 14,500    | Dmitri Lankin · Rusia · 14,466        | Alexander Shatilov Israel 14,400   |
| Caballo con arcos (22.04)      | David Beliavski · Rusia · 15,100        | Krisztián Berki · Hungría · 14,900    | Harutiun Merdinian Armenia 14,833  |
| Anillas (22.04)                | Eleftherios Petrunias · Grecia · 15,433 | Courtney Tulloch Reino Unido 15,066   | Ihor Radivilov · Ucrania · 15,033  |
| Salto de potro (23.04)         | Artur Dalaloyan · Rusia · 14,933        | Marian Drăgulescu · Rumania · 14,733  | Oleh Verniayev · Ucrania · 14,649  |
| Paralelas (23.04)              | Oleh Verniayev · Ucrania · 15,466       | Lukas Dauser · Alemania · 15,366      | Nikita Nagorny · Rusia · 15,266    |
| Barra fija (23.04)             | Pablo Brägger · Suiza · 14,933          | Oliver Hegi · Suiza · 14,500          | David Beliavski · Rusia · 14,366   |

### Femenino
| Evento                         | Oro                                   | Plata                                       | Bronce                                                            |
| ------------------------------ | ------------------------------------- | ------------------------------------------- | ----------------------------------------------------------------- |
| Concurso completo ind. (21.04) | Elissa Downie Reino Unido 55,765 pts. | Zsófia Kovács · Hungría · 55,432 pts.       | Mélanie de Jesus dos Santos Francia 55,065 pts.                   |
| Salto de potro (22.04)         | Coline Devillard Francia 14,467       | Elissa Downie Reino Unido 14,350            | Boglárka Dévai · Hungría · 14,316                                 |
| Barras asimétricas (22.04)     | Nina Derwael · Bélgica · 14,633       | Elena Eremina · Rusia · 14,300              | Elissa Downie · Reino Unido · Elisabeth Seitz · Alemania · 14,133 |
| Barra (23.04)                  | Cătălina Ponor · Rumania · 14,566     | Eythora Thorsdottir · Países Bajos · 14,066 | Larisa Iordache · Rumania · 13,966                                |
| Suelo (23.04)                  | Anguelina Melnikova · Rusia · 14,100  | Elissa Downie Reino Unido 14,066            | Eythora Thorsdottir · Países Bajos · 13,700                       |

## Medallero
| Núm. | País         | Oro | Plata | Bronce | Total |
| ---- | ------------ | --- | ----- | ------ | ----- |
| 1    | Rusia        | 3   | 3     | 2      | 8     |
| 2    | Rumania      | 2   | 1     | 1      | 4     |
| 3    | Ucrania      | 2   | 0     | 2      | 4     |
| 4    | Reino Unido  | 1   | 3     | 2      | 6     |
| 5    | Suiza        | 1   | 1     | 0      | 2     |
| 6    | Francia      | 1   | 0     | 1      | 2     |
| 7    | Bélgica      | 1   | 0     | 0      | 1     |
| 7    | Grecia       | 1   | 0     | 0      | 1     |
| 9    | Hungría      | 0   | 2     | 1      | 3     |
| 10   | Alemania     | 0   | 1     | 1      | 2     |
| 10   | Países Bajos | 0   | 1     | 1      | 2     |
| 12   | Armenia      | 0   | 0     | 1      | 1     |
| 12   | Israel       | 0   | 0     | 1      | 1     |
|      | TOTAL        | 12  | 12    | 13     | 37    |